# Chlaenandra ovata
Chlaenandra ovata là một loài thực vật có hoa trong họ Biển bức cát. Loài này được Miq. mô tả khoa học đầu tiên năm 1868.